# Grigor Palikarov
Grigor Palikarov (Plòvdiv, 29 d'octubre de 1971) és un director d'orquestra, compositor, pianista i pedagog musical búlgar.

## Vida primerenca
Grigor Palikarov va néixer l'any 1971 a Plòvdiv. Es va graduar a l'⁣Acadèmia Nacional de Música Pancho Vladigerov (Conservatori Estatal de Bulgària) on va rebre quatre màsters en direcció d'orquestra, direcció coral, piano i composició. Va estudiar direcció d'orquestra amb Vassil Kazandjiev i Ivan Voulpe, composició amb Dimitar Tapkoff, piano amb Krassimir Taskov i direcció coral amb Stoyan Kralev. Més tard va continuar els seus estudis de composició durant dues acadèmies d'estiu a Àustria amb Erich Urbanner. Va defensar amb èxit el seu títol de Doctor en Música el juny de 2017.

## Carrera
A la temporada 1998–1999, Grigor Palikarov va fer la seva primera aparició a l'escenari de l'⁣Òpera i Ballet Nacional de Sofia, dirigint un concert de gala amb la participació especial de la cantant d'òpera búlgara Guena Dimitrova per invitació personal d'aquesta. Més tard ha fet molts concerts i actuacions amb altres cantants d'òpera de fama mundial com Anna Tomowa-Sintow, Elena Obraztsova, Krassimira Stoyanova, Ferruccio Furlanetto, Kurt Rydl, Alexandrina Milcheva, Nadia Krasteva, Alexandrina Pendatchanska, Nicola Giuselev, etc.
Des de gener de 2000 fins a abril de 2019, Palikarov va treballar com a director a temps complet a l'⁣Òpera i Ballet Nacional de Sofia, dirigint una rica varietat de repertori, inclosos compositors clàssics búlgars contemporanis, etc.
Més tard va continuar amb la seva carrera acadèmica i actualment és professor i doctor a temps complet a l'⁣Acadèmia Nacional de Música Pancho Vladigerov, ensenyant òpera i direcció simfònica.
Les seves activitats simfòniques també es van desenvolupar àmpliament en les dues últimes dècades, ja que el mestre Palikarov ha ocupat constantment el càrrec de director general i artístic de l'orquestra simfònica Pazardzhik (des de 2005). alikarov és un director convidat habitual de nombroses orquestres i teatres d'òpera del país, incloent-hi l'Orquestra Filharmònica de Sofia, l'Orquestra Simfònica de la Ràdio Nacional de Bulgària i l'Orquestra Classic FM de Sofia, de la qual és director titular des de la temporada 2008-2009. També ha dirigit les òperes estatals de Plòvdiv (de la qual és el director en cap des de 2024), Varna (on és director convidat permanent des de la temporada 2021-2022), Burgas, entre d’altres.

## Enregistraments
Grigor Palikarov makes regular recordings of orchestral pieces, opera arias and ensembles as a guest conductor of the Bulgarian National Radio Symphony Orchestra.

## Altres
Juntament amb la seva activitat com a director d'orquestra, Palikarov compon música i actua com a pianista solista amb diverses orquestres a Bulgària. El 1994 va rebre el Premi Especial de Composició Alfred Schnittke de la Fundació Joves Talents Búlgars. Ha estat guardonat quatre vegades amb el Premi Musical Anual “Lira de Cristall” (el 2002, 2012, 2017 i 2022); va rebre la “Lira d’Or” el 2021 per la seva contribució excepcional a l'art musical búlgar i en ocasió del seu 50è aniversari; el premi “Ploma d’Or” el 2009 i el premi especial “Emil Tchakarov” el 2019.

## Obres (selecció)
Coral-orquestral:
- Cantata⁣: Hodie Christus natus est per a cor de veus femenines i orquestra simfònica (1995–1997)

Orquestra Simfònica⁣:
- Peça de concert per a piano i orquestra (1998)

Orquestra de corda:
- Elegia (1995)

Música de cambra:
- Quatre peces per a flauta, trompa i contrabaix (versió per a fagot i piano) (1997)
- Sonata per a piano (1994–1995)

Música coral:
- Cor mixt: Three Songs (1992-1993)
- Tres salms a la Mare de Déu (1998–99)